# Komputer for alle
Komputer for alle er Nordens største computermagasin. Det produceres af Bonnier Publications i København og oversættes fra dansk og udgives i Sverige, Norge og Finland.
Magasinets artikler er ofte let læselige for folk, som ikke er rutinerede computer-brugere, og henvender sig primært til den gennemsnitlige computerbruger. 

## Historie
Det første nummer af Komputer for alle udkom i januar 1996. Forlaget Bonnier Publications havde sagt ja til at udgive et computerblad, som de helt nyuddannede journalister Søren Prien og Niels Christian Thalund havde fået ideen til i forbindelse med deres afsluttende projekt på Journalisthøjskolen.
Det nye pc-blad skulle ikke være som alle de andre, som primært henvendte sig til eksperter og folk, der havde pc’en som deres primære hobby eller erhverv. Komputer for alle var beregnet til almindelige pc-brugere, som ville have en god oplevelse med pc’en. Det var således helt bevidst, at computer blev stavet med et ”K”. Det skulle signalere, at bladet talte et sprog, der var renset for engelske forkortelser, og præsenterede informationer, som alle kunne bruge til noget. Det var heller ikke et tilfælde, at det første blads forside indeholdt ordet ”Sådan” hele tre gange. Komputer for alle ville være det første hjælpsomme blad om teknologi. 
Bladet blev ledsaget af en diskette. Den havde plads til 1,44 MB, hvilket var tilstrækkeligt til en håndfuld programmer. Kort tid efter blev disketten udskiftet med en cd-rom. I 2015 blev cd'en pensioneret og erstattet med Fordelszonen, hvor programmer til bladets artikler kan hentes via internettet.